# Lista królowych Grecji
| # | Królowa              | Wizerunek | Data urodzenia                   | Data śmierci               | Czas rządów              | Rodzice | Mąż                  |
| - | -------------------- | --------- | -------------------------------- | -------------------------- | ------------------------ | --- | -------------------- |
| 1 | Amelia Oldenburg     |           | 21 grudnia 1818 Oldenburg        | 20 maja 1875 Bamberg       | 1836-1862                | Fryderyk August, wielki książę Oldenburga Adelajda von Anhalt-Bernburg-Schaumburg-Hoym                                                                 | Otton I Wittelsbach  |
| 2 | Olga Romanowa        |           | 3 września 1851 Sankt Petersburg | 18 czerwca 1926 Rzym       | 1867-1913                | Konstantyn Mikołajewicz Romanow (1827-1892), wielki książę Aleksandra von Sachsen-Altenburg (1830-1911)                                                | Jerzy I Grecki       |
| 3 | Zofia Pruska         |           | 14 czerwca 1870 Poczdam          | 13 stycznia 1932 Frankfurt | 1913-1917 oraz 1920-1922 | Fryderyk III Hohenzollern (1831-1888), cesarz Rzeszy Niemieckiej Wiktoria (1840-1901), księżniczka brytyjska, c. Alberta, księcia Sachsen-Koburg-Gotha | Konstantyn I Grecki  |
| 4 | Elżbieta Rumuńska    |           | 12 października 1894 Peleş       | 14 listopada 1956 Cannes   | 1922-1923                | Ferdynand I (1865-1927), król Rumunii Maria Koburg (1875-1938), c. Alfreda, księcia Edynburga                                                          | Jerzy II Grecki      |
| 5 | Fryderyka Hanowerska |           | 18 kwietnia 1917 Blankenburg     | 6 lutego 1981 Madryt       | 1947-1964                | Ernest August III (1887-1953), książę Brunszwiku Wiktoria Ludwika Hohenzollern (1892-1980), c. Wilhelma II, cesarza Rzeszy Niemieckiej                 | Paweł I Grecki       |
| 6 | Anna Maria Duńska    |           | 30 sierpnia 1946 Kopenhaga       |                            | 1964-1973                | Fryderyk IX (1899-1972), król Danii Ingrid (1910-2000), c. Gustawa VI Adolfa, króla Szwecji                                                            | Konstantyn II Grecki |